# Сопп-ле-Ба
Сопп-ле-Ба (фр. Soppe-le-Bas) — коммуна на северо-востоке Франции в регионе Гранд-Эст (бывший Эльзас — Шампань — Арденны — Лотарингия), департамент Верхний Рейн, округ Тан — Гебвиллер, кантон Мазво. До марта 2015 года коммуна в составе кантона Мазво административно входила в состав округа Тан.
Площадь коммуны — 5,68 км², население — 741 человек (2006) с тенденцией к стабилизации: 740 человек (2012), плотность населения — 130,3 чел/км².

## Население
Численность населения коммуны в 2011 году составляла 720 человек, а в 2012 году — 740 человек.
| 1962 | 1968 | 1975 | 1982 | 1990 | 1999 | 2004 | 2006 | 2008 | 2009 | 2011 | 2012 |
| ---- | ---- | ---- | ---- | ---- | ---- | ---- | ---- | ---- | ---- | ---- | ---- |
| 278  | 284  | 304  | 348  | 378  | 588  | 684  | 741  | 714  | 700  | 720  | 740  |

Динамика населения:

## Экономика
В 2010 году из 493 человек трудоспособного возраста (от 15 до 64 лет) 360 были экономически активными, 133 — неактивными (показатель активности 73,0 %, в 1999 году — 76,3 %). Из 360 активных трудоспособных жителей работали 335 человек (193 мужчины и 142 женщины), 25 числились безработными (12 мужчин и 13 женщин). Среди 133 трудоспособных неактивных граждан 44 были учениками либо студентами, 42 — пенсионерами, а ещё 47 — были неактивны в силу других причин.
На протяжении 2011 года в коммуне числилось 290 облагаемых налогом домохозяйств, в которых проживало 712 человек. При этом медиана доходов составила 22231 евро на одного налогоплательщика.

## Достопримечательности (фотогалерея)

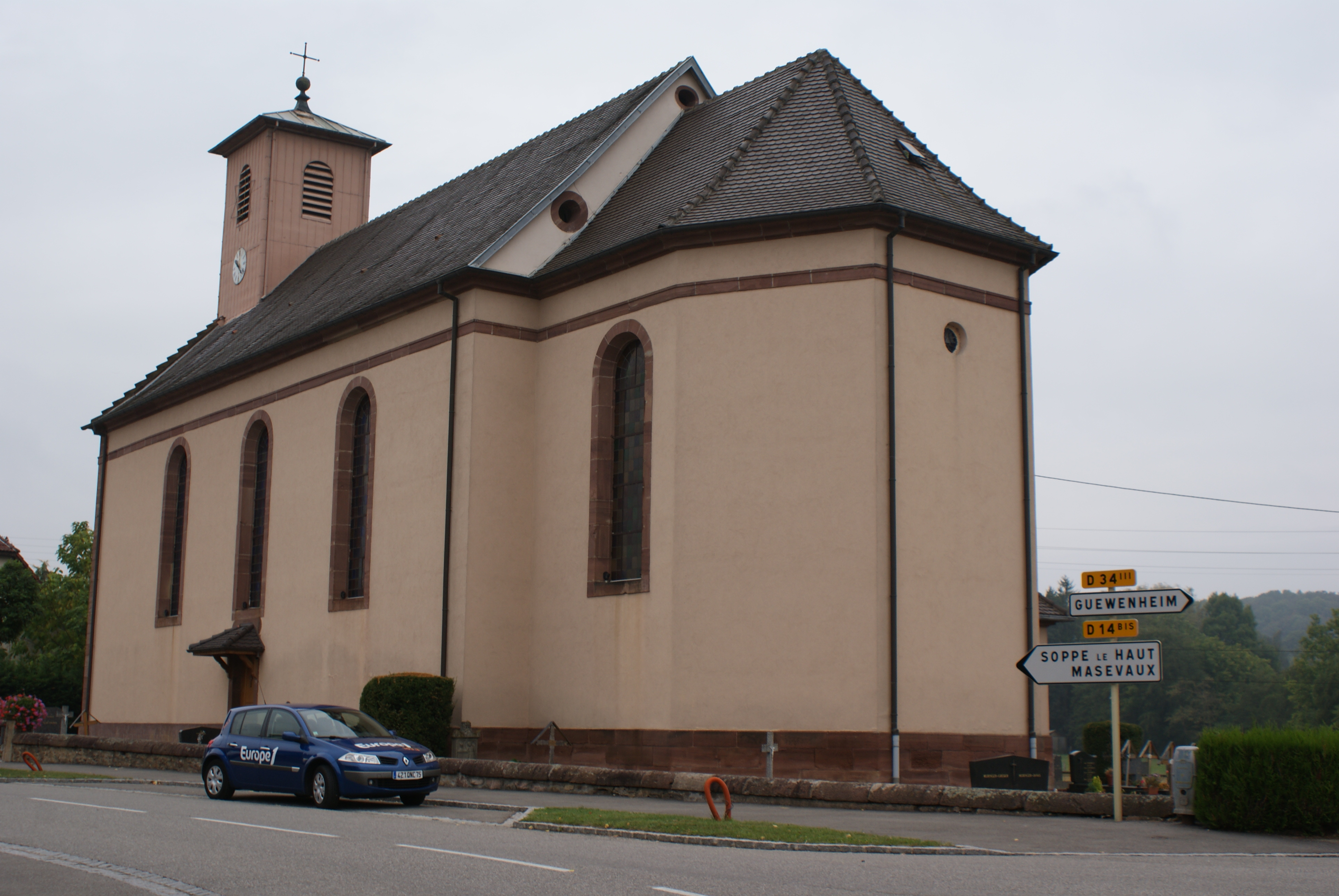
Церковь